# Саламандра чорночеревна
Саламандра чорночеревна (Desmognathus quadramaculatus) — вид земноводних з роду Темна саламандра родини Безлегеневі саламандри.

## Опис
Загальна довжина досягає 18—20 см. Голова та тулуб масивні. Лапи кремезні. Хвіст доволі довгий. Забарвлення темно-коричневе або чорне з рядками білих плям з кожної сторони спини. Черево має чорний колір.

## Спосіб життя
Полюбляє лісисту, гірську місцину, узбережжя невеличких річок, струмків, стариць. Зустрічається на висоті від 375 до 1725 м над рівнем моря. Гарно плаває та пірнає. Активна вночі. Живиться різними безхребетними.
Розмноження відбувається травні. Самиця відкладає 15—40 яєць, прикріплюючи їх до каміння під водою. Личинки з'являються через 3 місяці. Метаморфоз триває 3,5 роки.

## Розповсюдження
Поширена у Вірджинії, Західній Вірджинії, Теннессі, Північній Кароліні, Південній Кароліні, Джорджії.